# Clóvis Lemos de Paula
Clóvis Lemos de Paula ou simplesmente Clóvis, (Campinas, 22 de junho de 1930), é um ex-futebolista brasileiro que atuava como zagueiro.

## Carreira
Clóvis começou nas categorias de base do Esporte Clube Mogiana (Campinas) em 1944, ao mesmo tempo que trabalhava como servente de pedreiro, profissionalizando-se em 1948, transferindo-se para o Esporte Clube XV de Novembro (Jaú) em 1951 e em 1952 de volta a sua cidade natal para jogar pelo Guarani Futebol Clube, o que faria até 1955, quando iria para o Fluminense Football Club, do Rio de Janeiro. Tinha 1,76 m de altura.
Entre 1955 e 1962 formou uma sólida dupla de zaga no Fluminense com Pinheiro, tendo disputado 385 partidas pelo clube carioca, com 244 vitórias, 62 empates e 79 derrotas, um aproveitamento de 68.74%, marcando 6 gols em sua passagem pelo Flu.
No Campeonato Carioca de 1959 o Fluminense sagrou-se campeão por antecipação, tendo sofrido apenas 6 gols em 21 jogos, antes do empate festivo contra o Botafogo por 3 a 3 na última rodada.

## Principais títulos
Fluminense
- Torneio Rio-São Paulo: 1957 e 1960
 Taça Brasil - Zona Sul 1960
Campeonato Carioca 1959
 Torneio Início: 1956
 Taça Ramon Cool J (Costa Rica): 1960 (Deportivo Saprissa versus Fluminense)
 Taça Canal Collor (México): 1960) (Club Atlético San Lorenzo de Almagro-ARG versus Fluminense)
 Taça Embotelladora de Tampico SA (México): 1960 (Deportivo Tampico versus Fluminense)
 Taça Desafio: 1954 (Fluminense versus Uberaba)
 Taça Presidente Afonsio Dorázio : 1956 (Seleção de Araguari-MG versus Fluminense)
 Taça Vice-Presidente Adolfo Ribeiro Marques: 1957 (Combinado de Barra Mansa versus Fluminense)
 Taça Cidade do Rio de Janeiro: 1957 (Fluminense versus Vasco)
 Taça Movelaria Avenida: 1959 (Ceará Sporting Club versus Fluminense)
 Taça CSA versus Fluminense: 1959